# 9073 Yoshinori
A 9073 Yoshinori (ideiglenes jelöléssel 1994 ER) a Naprendszer kisbolygóövében található aszteroida. Takao Kobajashi fedezte fel 1994. március 4-én.